# Evil Geniuses
Evil Geniuses (EG) é uma organização de esportes eletrônicos americana com sede em Seattle, Washington. Fundada em 1999, a organização é conhecida por ser uma das primeiras organizações de esporte eletrônico norte-americanas, ostentando jogadores muito bem sucedidos em vários gêneros competitivos. 
A equipe de Dota 2 da EG venceu o The International de 2015, recebendo o maior pagamento de prêmios da história dos esportes eletrônicos na época.

## História

### Dota 2
Após o The International de 2011, a Evil Geniuses anunciou sua nova equipe de Dota 2 em outubro de 2011. Esta lista incluía Clinton "Fear" Loomis, Rasmus "MiSeRy" Filipsen, Jimmy "DeMoN" Ho, Amel "PlaymatE" Barudzija e Per "Pajkatt" Lille.
A EG adquiriu Kurtis "Aui_2000" Ling da Cloud9 em dezembro de 2014 e Sumail "SumaiL" Hassan do Paquistão. Em 8 de agosto de 2015, a Evil Geniuses derrotou a CDEC Gaming para vencer o The International de 2015, garantindo o campeonato pela primeira vez e ganhando um total de US$ 6.616.014, uma das maiores premiações já concedidas em esportes eletrônicos. Eles também foram a primeira equipe americana a vencer o evento. Uma semana depois, Kurtis "Aui_2000" Ling foi dispensado de seu contrato com a equipe, com o ex-membro Artour "Arteezy" Babaev substituindo-o na escalação.

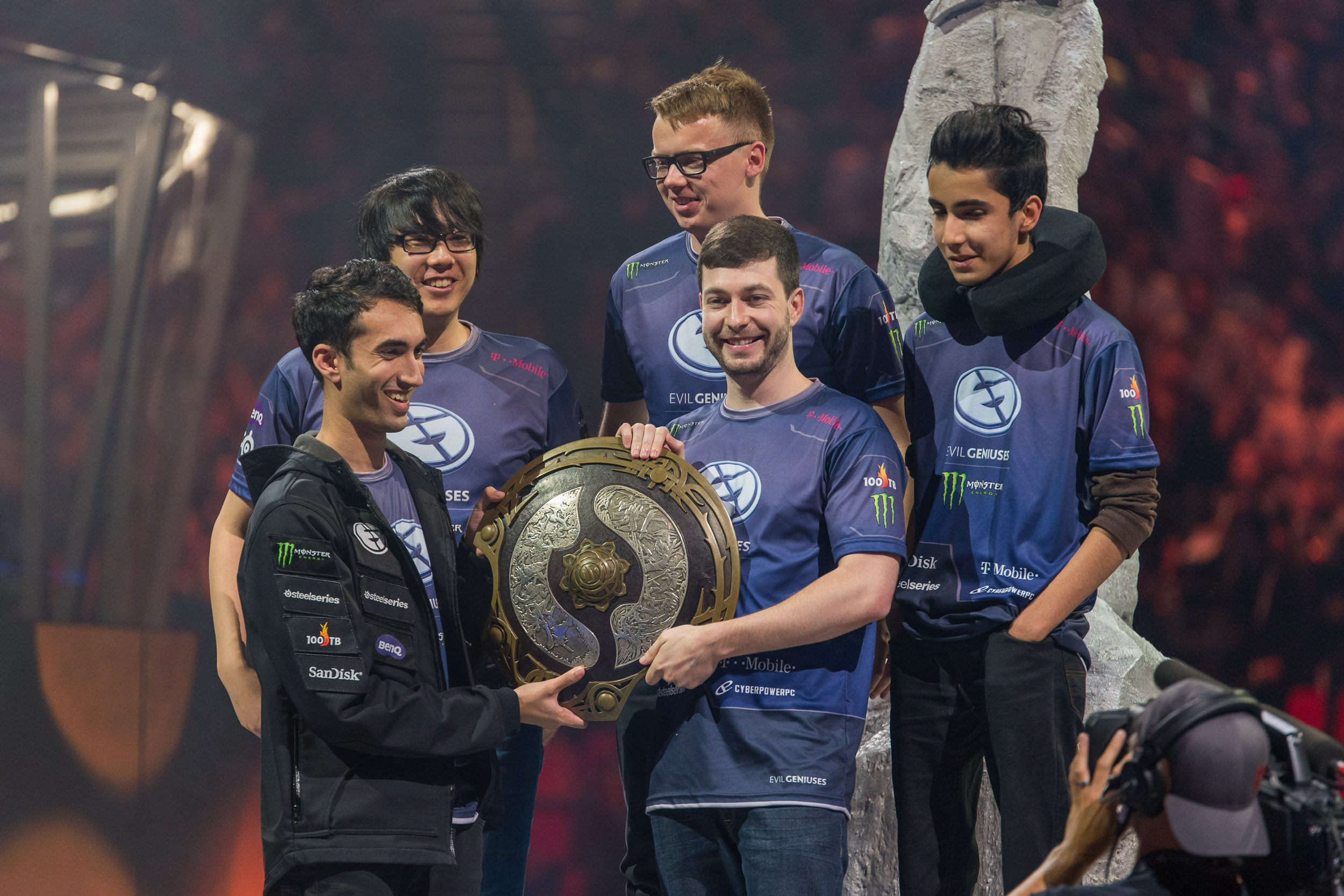
Evil Geniuses conquistando o The International de 2015

A equipe terminou em terceiro lugar no Frankfurt Major 2015 e no Shanghai Major 2016. Eles ficariam em terceiro e em nono lugar nos The Internationals de 2016 e 2017, respectivamente.
Depois de adicionar dois dos jogadores mais talentosos de Dota 2, a EG foi para o The International de 2018 em Vancouver, Canadá. Depois de uma fase de grupos bem-sucedida, onde ficaram 13–3, o recorde mais alto conjunto com a Team Liquid, eles derrotaram a Team Secret por 2 a 0 na chave superior, antes de iniciar uma disputa rancorosa com a OG. A série durou três jogos, culminando com a derrota da EG ao cair para a chave inferior. Eles continuaram eliminando os favoritos do torneio, Virtus.pro e Team Liquid, antes de serem eliminados pela PSG.LGD e ficarem em terceiro lugar com mais de US$ 2,6 milhões em prêmios em dinheiro.
A partir de 15 de novembro de 2022, a Evil Geniuses encerrou as operações na cena norte-americana de Dota e mudou as operações para a região da América do Sul, com um elenco com quatro peruanos e um boliviano.

### League of Legends
Em setembro de 2019, a Evil Geniuses anunciou que voltaria a entrar em League of Legends preenchendo uma vaga da League of Legends Championship Series (LCS) deixada em aberta após a saída da Echo Fox.
Na divisão da primavera de 2022, o time ficou em quarto lugar na temporada regular com uma pontuação de 9–9, e jogou contra a primeira colocada Team Liquid na primeira rodada da chave superior das eliminatórias, caindo por 3 a 2. A equipe então completou uma corrida na chave inferior até a grande final, incluindo uma vitória decisiva por 3 a 0 contra a Team Liquid. Na final, a Evil Geniuses derrotou a 100 Thieves por 3 a 0 para ganhar seu primeiro campeonato da LCS como uma organização. Eles terminaram em 3º–4º no Mid-Season Invitational de 2022, perdendo por 3 a 0 contra a eventual campeã Royal Never Give Up. Mantendo o mesmo elenco para a divisão de verão, a Evil Geniuses terminou em terceiro após uma derrota por 3 a 2 contra a 100 Thieves.

### Valorant
Em 27 de janeiro de 2021, a Evil Geniuses anunciou uma equipe de Valorant. Em 21 de setembro de 2022, eles foram selecionados como parceiros para competir no Valorant Champions Tour: Liga das Américas. O time venceu o Valorant Champions de 2023, o torneio de maior prestígio do ano, ao derrotar a Paper Rex por 3 a 1 na final.